# Verge NECXS 2015-2016
Navigation
2014-2015 2016-2017
Les Verge NECXS 2015-2016 (New England Cyclocross Series) ont lieu du 26 septembre à Gloucester au 6 décembre 2015 à Warwick. Elles comprennent six manches masculines et féminines, toutes disputées en Nouvelle-Angleterre.

## Calendrier
| # | Date         | Course      |
| - | ------------ | ----------- |
| 1 | 26 septembre | Gloucester  |
| 2 | 27 septembre | Gloucester  |
| 3 | 7 novembre   | Northampton |
| 4 | 8 novembre   | Northampton |
| 5 | 29 novembre  | Sterling    |
| 5 | 5 décembre   | Warwick     |
| 6 | 6 décembre   | Warwick     |

## Hommes élites

### Résultats
| # | Date         | Lieu        | Vainqueur           | Deuxième         | Troisième       | Leader du classement général |
| - | ------------ | ----------- | ------------------- | ---------------- | --------------- | ---------------------------- |
| 1 | 26 septembre | Gloucester  | Jeremy Powers       | Curtis White     | Stephen Hyde    | Jeremy Powers                |
| 2 | 27 septembre | Gloucester  | Jeremy Powers       | Curtis White     | Stephen Hyde    | Jeremy Powers                |
| 3 | 7 novembre   | Northampton | Michael van den Ham | Raphaël Gagné    | Anhtony Clark   |                              |
| 4 | 8 novembre   | Northampton | Raphaël Gagné       | Dylan McNicholas | Cameron Dodge   |                              |
| 5 | 5 décembre   | Warwick     | Jeremy Martin       | Anhtony Clark    | Jack Kisseberth | Anhtony Clark                |
| 6 | 6 décembre   | Warwick     | Anhtony Clark       | Dylan McNicholas | Curtis White    | Anhtony Clark                |

### Classement général
Au 27/09/14
| Pos | Coureur       | Points |
| --- | ------------- | ------ |
| 1   | Anhtony Clark |        |
| 2   |               |        |
| 3   |               |        |

## Femmes élites

### Résultats
| # | Date         | Lieu        | Vainqueur         | Deuxième      | Troisième           | Leader du classement général |
| - | ------------ | ----------- | ----------------- | ------------- | ------------------- | ---------------------------- |
| 1 | 26 septembre | Gloucester  | Caroline Mani     | Ellen Noble   | Katherine Compton   | Caroline Mani                |
| 2 | 27 septembre | Gloucester  | Katherine Compton | Caroline Mani | Crystal Anthony     | Caroline Mani                |
| 3 | 7 novembre   | Northampton | Ellen Noble       | Emma White    | Kathleen Lysakowski | Ellen Noble                  |
| 4 | 8 novembre   | Northampton | Emma White        | Ellen Noble   | Cassandra Maximenko | Ellen Noble                  |
| 5 | 5 décembre   | Warwick     | Ellen Noble       | Emma White    | Arley Kemmerer      | Ellen Noble                  |
| 6 | 6 décembre   | Warwick     | Emma White        | Ellen Noble   | Jenna Greaser       | Ellen Noble                  |

### Classement général
Au 27/09/14
| Pos | Coureur     | Points |
| --- | ----------- | ------ |
| 1   | Ellen Noble |        |
| 2   | Emma White  |        |
| 3   |             |        |